# Resultados do Carnaval de Novo Hamburgo
Resultados do Carnaval de Novo Hamburgo.

## 2008
| Colocação | Escola                        | Pontos | Punições | Ref.  |
| --------- | ----------------------------- | ------ | -------- | ----- |
| 1º        | Protegidos da Princesa Isabel | 68     |          | [ 1 ] |
| 2º        | Império da São Jorge          | 53     |          | [ 1 ] |
| 3º        | Aí Vêm os Marujos             | 44     |          | [ 1 ] |
| 4º        | Cruzeiro do Sul               | 37     | - 32     | [ 1 ] |

## 2009
| Colocação | Escola                        | Ref.  |
| --------- | ----------------------------- | ----- |
| 1º        | Protegidos da Princesa Isabel | [ 2 ] |
| 2º        | Cruzeiro do Sul               | [ 2 ] |

## 2010
| Colocação | Escola               | Ref.  |
| --------- | -------------------- | ----- |
| 1º        | Império da São Jorge | [ 3 ] |
| 2º        | Cruzeiro do Sul      | [ 3 ] |
| 3º        | Portela do Sul       | [ 3 ] |
| 4º        | Aí Vêm os Marujos    | [ 3 ] |

## 2011
| Colocação | Escola               | Pontos | Punições | Ref.        |
| --------- | -------------------- | ------ | -------- | ----------- |
| 1º        | Cruzeiro do Sul      | 76     | -1       | [ 4 ] [ 5 ] |
| 2º        | Império da São Jorge | 68     | -5       | [ 4 ] [ 5 ] |
| 3º        | Portela do Sul       | 6      | -63      | [ 4 ] [ 5 ] |

## 2012
| Colocação | Escola               | Pontos | Notas           | Ref.        |
| --------- | -------------------- | ------ | --------------- | ----------- |
| 1º        | Cruzeiro do Sul      | 78     |                 | [ 6 ] [ 7 ] |
| 2º        | Império da São Jorge | 75     |                 | [ 6 ] [ 7 ] |
| *         | Portela do Sul       | *      | Desclassificada | [ 6 ] [ 7 ] |
| *         | Aí Vêm os Marujos    | *      | Desclassificada | [ 6 ] [ 7 ] |

## 2013
| Colocação | Escola               | Pontos | Ref.        |
| --------- | -------------------- | ------ | ----------- |
| 1º        | Império da São Jorge | 76     | [ 8 ] [ 9 ] |
| 2º        | Cruzeiro do Sul      | *      | [ 8 ] [ 9 ] |
| 3º        | Portela do Sul       | *      | [ 8 ] [ 9 ] |
| 4º        | Aí Vêm os Marujos    | *      | [ 8 ] [ 9 ] |

## 2014
| Colocação | Escola               | Pontos | Ref.   |
| --------- | -------------------- | ------ | ------ |
| 1º        | Cruzeiro do Sul      | 156,6  | [ 10 ] |
| 2º        | Portela do Sul       | 153,9  | [ 10 ] |
| 3º        | Império da São Jorge | 145,5  | [ 10 ] |
| 4º        | Aí Vêm os Marujos    | 28,4   | [ 10 ] |

## 2015
| Colocação | Escola               | Pontos | Ref.   |
| --------- | -------------------- | ------ | ------ |
| 1º        | Cruzeiro do Sul      | 157,4  | [ 11 ] |
| 2º        | Império da São Jorge | 156,1  | [ 11 ] |
| 3º        | Portela do Sul       | 156    | [ 11 ] |
| 4º        | Aí Vêm os Marujos    | 145,2  | [ 11 ] |

## 2016
| Colocação | Escola                        | Pontos | Ref.   |
| --------- | ----------------------------- | ------ | ------ |
| 1º        | Portela do Sul                | 159,8  | [ 12 ] |
| 2º        | Cruzeiro do Sul               | 159,7  | [ 12 ] |
| 3º        | Aí Vêm os Marujos             | 158,5  | [ 12 ] |
| 4º        | Império da São Jorge          | 158,3  | [ 12 ] |
| 5º        | Protegidos da Princesa Isabel | 157,8  | [ 12 ] |